# 하인켈 He 100

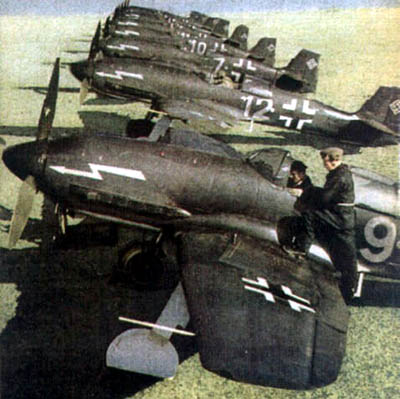

하인켈 He 100(Heinkel He 100)은 하인켈이 설계한 나치 독일의 제2차 세계 대전 이전의 전투기이다. 개발 당시 세계에서 가장 빠른 전투기 가운데 하나로 입증되었음에도 불구하고 이 디자인은 시리즈 생산 주문으로까지 이어지지는 못했다. 약 19대의 프로토타입과 미리 제작된 견본 항공기들이 제조되었다. 어느 것도 전쟁에서 생존한 항공기가 없다.
He 100이 생산에 도달하지 못한 이유는 대체로 알려져 있지 않다. 공식적으로 루프트바페는 He 100이 메서슈미트 Bf 109의 1인석 전투기 개발에 집중하는 것을 거부했다.
생존한 견본기가 없고 He 100의 청사진을 포함한 수많은 공장 문서들이 폭탄 공격으로 인해 파괴되었기 때문에 디자인과 고유 시스템의 구체적인 정보는 제한적이다.